# Leste Sergipano
Leste Sergipano is een van de drie mesoregio's van de Braziliaanse deelstaat Sergipe. Zij grenst aan de mesoregio's Agreste Sergipano, Sertão Sergipano, Agreste Alagoano (AL), Leste Alagoano (AL) en Nordeste Baiano (BA). De mesoregio heeft een oppervlakte van ca. 8.785 km². In 2006 werd het inwoneraantal geschat op 1.333.613.
Zeven microregio's behoren tot deze mesoregio:
- Aracaju
- Baixo Cotinguiba
- Boquim
- Cotinguiba
- Estância
- Japaratuba
- Propriá

Mesoregio's: Agreste Sergipano · Leste Sergipano · Sertão Sergipano

Microregio's: Agreste de Itabaiana · Agreste de Lagarto · Aracaju · Baixo Cotinguiba · Boquim · Carira · Cotinguiba · Estância · Japaratuba · Nossa Senhora das Dores · Propriá · Tobias Barreto · Sergipana do Sertão do São Francisco